# Frank Kuruc

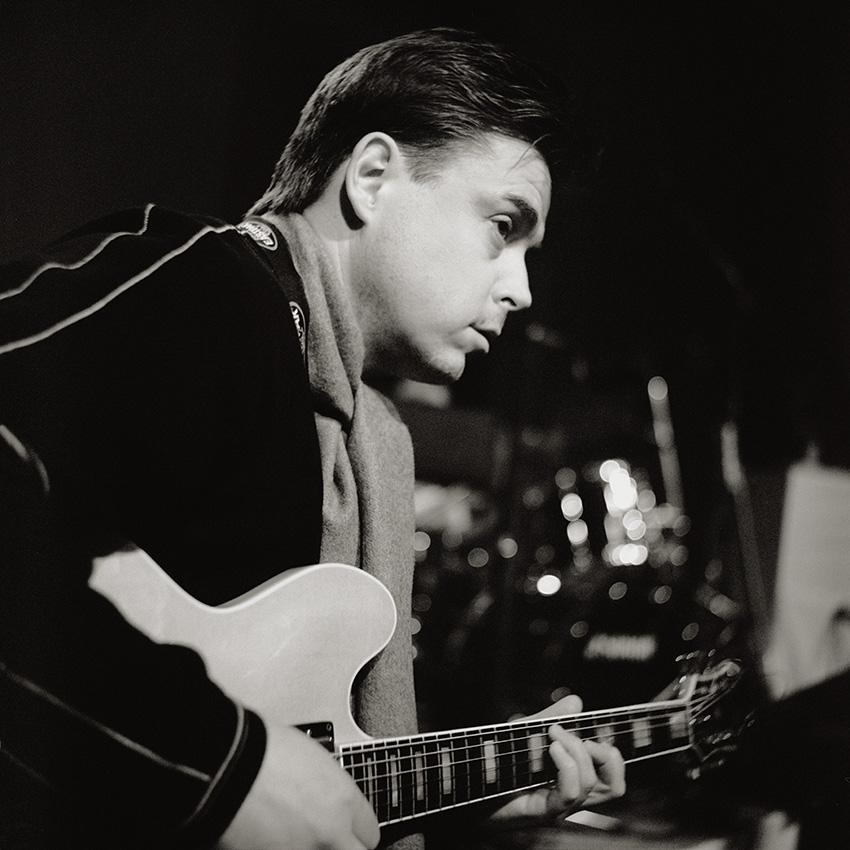
Frank Kuruc (1999)

Frank Kuruc (* 23. Februar 1961 in Trenčín, Slowakei) ist ein deutscher Jazzgitarrist.

## Leben und Wirken
Kuruc studierte zwischen 1983 und 1987 klassische Gitarre an der Hochschule für Musik und Darstellende Kunst Stuttgart bei Ihsan Turnagöl sowie am Berklee College of Music in Boston. Er war dann als Solist in der klassischen und Unterhaltungsmusik und als Studiomusiker tätig, unter anderem für Mikis Theodorakis, Katia und Marielle Labèque, Freundeskreis (Esperanto) und Max Herre, für den er auch komponierte.
Im Bereich des Jazz arbeitete Kuruc mit Hans Koller, Peter Herbolzheimer, Dieter Reith, Ack van Rooyen, Till Brönner, Nils Landgren, DePhazz, Joo Kraus, Joe LaBarbera, Paquito D’Rivera oder Billy Cobham. Er leitete eigene Gruppen und war 2005/2006 auf mehreren, auch internationalen Tourneen mit Wolfgang Haffner, mit dem er bei Festivals wie Jazz Baltica, der Düsseldorfer Jazz-Rally oder den Leverkusener Jazztagen auftrat. Auch war er mit dem Ensemble von Mike Svoboda in Österreich unterwegs. Zudem spielte er mit Bernd Konrad und Herbert Joos in der Gruppe Südpool und gehört zu der Second Generation des United Jazz + Rock Ensemble von Wolfgang Dauner.
Kuruc ist nach langjähriger Dozententätigkeit seit 2004 Professor für Jazzgitarre und Ensembleleitung an der Hochschule für Musik und Darstellende Kunst Mannheim. Als Komponist verfasste er Bühnen- und Filmmusiken (Ganz unten, ganz oben).

## Diskographische Hinweise

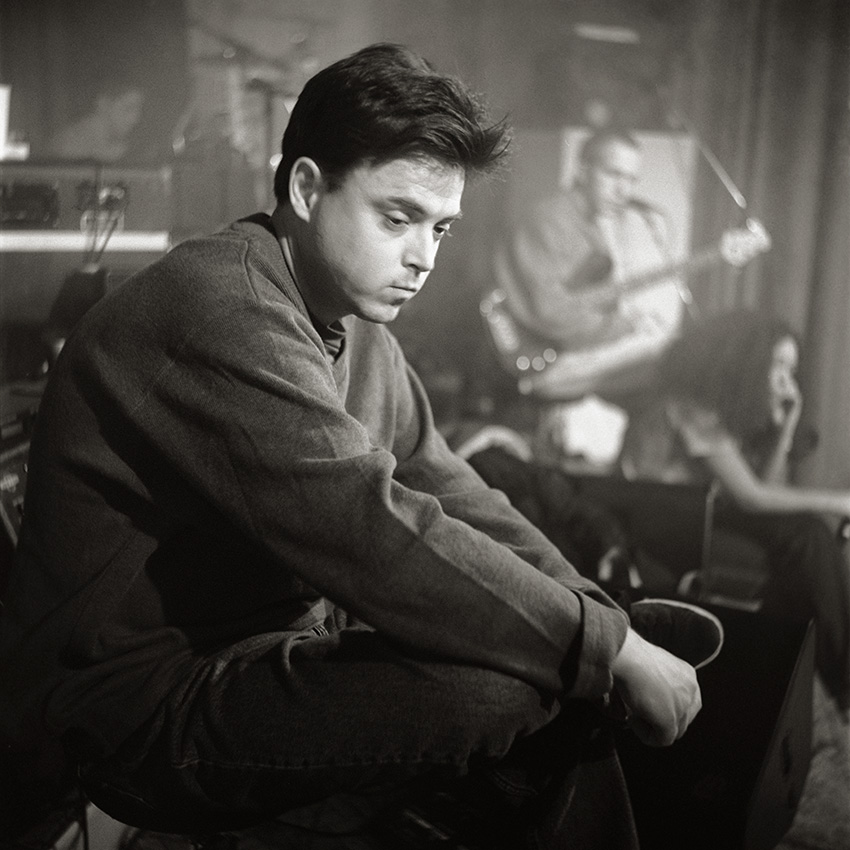
Frank Kuruc (Soundcheck mit Freundeskreis (1999))

- Frank Kuruc Band Limits no Limits (1996, mit Claus Stötter, Ull Möck, Eberhard Schröder, Michael Kersting)
- Michael Kiedaisch, Eberhard Hahn, Ernst Ströer, Frank Kuruc Terra Incognita (1996)
- FK Allstars En Directo (2000, mit Max Herre, Don Philippe, DJ Friction, Joy Denalane, Sékou, Brooke Russell, Afrob, Wasi, Gentleman, Christoph Sauer, Thomas Wittinger)
- Herbert Joos/Frank Kuruc Seven Duets (2004)
- Herbert Joos/Frank Kuruc File under Jazz (2006)
- Joerg Reiter/Frank Kuruc April Lights (2010)
- Frank Kuruc Quartett Still (2014, mit Gee Hye Lee, Joel Locher, Torsten Krill)